# Cuno Conrad Christian Odde
Cuno Conrad Christian Odde (19. november 1923 – 24. februar 1945 i København) var en dansk modstandsmand.
Han blev dræbt i kamp imod den tyske besættelsesmagt i København, og blev begravet ved soldatergravene på Bispebjerg Kirkegård i København.